# Drezdai béke
A drezdai békét 1745. december 25-én kötötte Poroszország Szászországgal és a Habsburg Birodalommal. Ez a békeszerződés vetett véget a második sziléziai háborúnak.
Bécs az osztrák örökösödési háború többi hadszínterén aratott győzelmei és Bajorország kiválása a Habsburg-ellenes koalícióból (füsseni béke, 1745. április 22.) nehéz helyzetbe sodorták Poroszországot. Az 1745 január 8-án Varsóban megkötött négyes-szövetség (Habsburg Birodalom, Nagy-Britannia, Hollandia és Szászország) Szászország visszaszerzését, egyes brandenburgi területek elvételét és Bécs illetve Szászország közötti felosztását tűzte ki célul a sziléziai fronton. Ezeket a terveket hiúsították meg a poroszok Soornál és Kesselsdorfnál aratott győzelmei illetve Drezda megszállása. Ezek a fejlemények Mária Teréziát még az év során békekötésre kényszerítették.
Nagy Frigyes már a kesselsdorfi csata napján felajánlotta a béketárgyalások megkezdését. Nem álltak rendelkezésére ugyanis megfelelő erőforrások újabb hadjáratok megvívásához és tartott az orosz beavatkozástól a szászok és a Habsburgok oldalán. Bécsnek az itáliai és németalföldi hadszíntereken is nagy szüksége lett volna a Sziléziában harcoló csapataira, ezért hajlott a megegyezésre. II. György angol király és hannoveri választófejedelem is a békekötést szorgalmazta, mivel a jakobita felkelés lekötötte az erőit, ezért a franciák elleni küzdelemben számított volna az itt felszabaduló osztrák csapatokra.
A béketárgyalások 1745. december 25-én véget értek és a békeszerződéseket aláírták. Az 1742-es Breslauban kötött előzetes békeszerződés értelmében megerősítette Poroszországot Szilézia birtokában. Frigyes elismerte Mária Terézia időközben (1745. szeptember 13-án) császárrá választott férjének, I. Ferencnek uralkodását. Szászország számára volt a leginkább hátrányos a béke. Egy millió tallér kártérítést kellett fizetnie Poroszországnak, a köztük fennálló vámvitákat a poroszoknak kedvezően rendezték és el kellett tűrnie, hogy a porosz hadseregbe erőszakkal besorozott katonáknak továbbra is porosz szolgálatban kellett maradniuk. Szászországban a drezdai békét tekintik az Ágosti korszak végének. A drezdai békéért Nagy-Britannia és a Német-római Birodalom vállalt garanciákat.

## Emlékezete
- A Lipcsében tartózkodó Johann Sebastian Bach (1685-1750) a drezdai béke ünnepélyes aláírásának alkalmából tartott ünnepségre (december 25.) írta a latin nyelvű Gloria in excelsis Deo (Nagy doxológia - Dicsőség a magasságban Istennek!) karácsonyi ima szövegéhez zenéjét és ezzel egy időben a Kis doxológiára is (BWV 191) írt egy zenét, mivel 1745 november végén Lipcsét is megszállták a poroszok. A lipcsei ünnepséget az egyetem templomában tartották.

- A 11:30 órakor megkötött drezdai békére emlékeztet mind a mai napig a kesselsdorfi Szent Katalin-templom (St. Katharinenkirche) déli harangozása.[forrás?]

## Fordítás
- Ez a szócikk részben vagy egészben  a   Frieden von Dresden című német Wikipédia-szócikk fordításán alapul.  Az eredeti cikk szerkesztőit annak laptörténete sorolja fel. Ez a jelzés csupán a megfogalmazás eredetét és a szerzői jogokat jelzi, nem szolgál a cikkben szereplő információk forrásmegjelöléseként.